# Sonoridad (sicoacústica)
La sonoridad es una medida subjetiva de la intensidad con la que un sonido es percibido por el oído humano. Es decir, la sonoridad es el atributo que nos permite ordenar sonidos en una escala del de mayor intensidad al de menor intensidad. La unidad que mide la sonoridad es el fonio.
La sensación sonora de intensidad (sonoridad) se agudiza para sonidos débiles, y disminuye para sonidos fuertes, lo que se debe a que la audición humana no es lineal, sino logarítmica.
Llamamos umbral de audición a la intensidad mínima de sonido capaz de impresionar el oído humano. Su valor se sitúa en 0 dB o 20 micropascales.
Llamamos umbral de dolor a la potencia o intensidad sonora a partir de la cual el sonido produce en el oído sensación de dolor. Su valor medio se sitúa en torno a los 110-130 dB o 20 pascales.
También podríamos utilizar como unidad de medida el microbar que es una mil milésima parte de un bar (magnitud utilizada para medir la presión atmosférica: 1 bar = 1.000 milibares). Sin embargo es poco práctica, dado que el sonido ejerce en el aire una millonésima parte de presión respecto a la presión atmosférica tomada como punto de equilibrio.
Normalmente, se utiliza la escala en decibelios porque es más manejable utilizar una escala de 0 a 130 (producto de una relación logarítmica) que una que va de veinte millonésimas de un pascal a los 100 pascales (producto de una relación lineal).
La sonoridad depende de la intensidad de un sonido, pero también de su frecuencia, amplitud y otras variables, como pueden ser la sensibilidad del oído de quien escucha y de la duración del sonido.
Como la sonoridad no es una magnitud absoluta, lo que se hace es medir el nivel de sonoridad, es decir, determinar cómo es de fuerte un sonido en relación con otro. Para medir el nivel de sonoridad hay dos unidades: el fonio y el sonio.

## Fonio
El fon (o fonio) está definido arbitrariamente como la sonoridad de un sonido sinusoidal de 1 kHz con un nivel de presión sonora (intensidad) de 0 {\displaystyle dB_{SPL}}. Así, 0 dB es igual a 0 fon y 120 dB es igual a 120 fon. Eso siempre para sonidos sinusoidales con frecuencias de 1 kHz.

{\displaystyle S=10\log _{10}\left({\frac {I}{I_{0}}}\right)} fonios

El fon es una unidad que no sirve para comparar la sonoridad de dos sonidos diferentes, sino que hace referencia a la sonoridad de un determinado sonido. Lo que se debe a que la escala de fons está relacionada con una escala logarítmica.

## Curvas isofónicas
Las curvas isofónicas son curvas de igual sonoridad. Estas curvas calculan la relación existente entre la frecuencia y la intensidad (en decibelios) de dos sonidos para que estos sean percibidos como igual de fuertes, con lo que todos los puntos sobre una misma curva isofónica tienen la misma sonoridad.
Así, si 0 fon corresponden a una sonoridad con una intensidad de 0 dB con una frecuencia de 1 kHz, también una sonoridad de 0 fon podría corresponder a una sonoridad con una intensidad de 60 dB con una frecuencia de 40 Hz.
Las primeras curvas de igual sonoridad fueron establecidas por Munson y Fletcher en 1930.

En estas curvas isofónicas se observa como, a medida que aumenta la intensidad sonora, las curvas se hacen cada vez más planas. Esto se traduce en que la dependencia de la frecuencia es menor a medida que aumenta el nivel de presión sonora, lo que significa que si disminuye la intensidad sonora los primeros sonidos en desaparecer serían los graves (bajas frecuencias).
Las curvas de Munson y Fletcher fueron recalculadas, más tarde, por Robinson y Dadson.
Las curvas Munson y Fletcher y las curvas de Robinson y Dadson sólo son válidas para un campo sonoro directo, dado que no tienen en cuenta que no percibimos por igual los sonidos si provienen de diferentes direcciones (campo sonoro difuso).
Otras curvas de ponderación muy difundidas son:
- la curva A (curva de nivel de sonoridad de 30 fon, medidas en decibelios A - {\displaystyle dB_{A}}).
- La curva B (curva de nivel de sonoridad de 70 fon, medidas en decibelios B - {\displaystyle dB_{B}}).
- La curva C (curva de nivel de sonoridad de 100 fon, medidas en decibelios C - {\displaystyle dB_{C}}).

## Sonio
Como el fon es una unidad que no sirve para comparar la sonoridad de dos sonidos diferentes, se estableció una nueva unidad, el son (o sonio), capaz de establecer la relación real de sonoridad de sonidos diferentes.
El son está definido arbitrariamente como la sonoridad de un sonido senoidal de 1 kHz con un nivel de presión sonora (intensidad) de 40 {\displaystyle dB_{SPL}}.